# Országgyűlések Marosvásárhelyen
A Marosvásárhelyen tartott országgyűlések listája:
Albert uralma alatt:
- 1439

Zápolya János uralkodása alatt:
- 1529
- 1535. február: a nemesek kötelesek a jobbágysorba jutott székelyek szabadságát visszaadni
- 1536. június 24.
- 1540. március 9. - Majlád István és Balassa Imre vajdák hívták össze

Izabella uralkodása alatt:
- 1541. január 26.
- 1542. január 25–26.: elismerte Fráter György helytartóságát
- 1542. június 11: Izabella királyné megkapta az elhunyt erdélyi püspök palotáját és birtokait
- 1543. november 29.: a jobbágyok adózásáról szóló rendelkezés elfogadása
- 1545. november 1.
- 1549. október 29.: kötelezővé tette a kolozsvári mértékek használatát, a szász székek kivételével
- 1550. december 31.: hűségnyilatkozat I. Ferdinándnak
- 1551

I. Ferdinánd uralkodása alatt:
- 1552
- 1553 – Dobó vajda hívta össze
- 1553. június 30.–július 3.: székely részgyűlés
- 1554. január 25. – Dobó vajda hívta össze; követek indítása a török portára
- 1554. május 12.: általános mozgósítás a törökök ellen
- 1555. április 24. – Dobó és Kendi vajda hívta össze
- 1555. december 23.–1556. február 9.: ultimátumot adtak I. Ferdinándnak, hogy védje meg az országot a törököktől vagy pedig elpártolnak tőle

János Zsigmond uralkodása alatt:
- 1558
- 1571. január 6–14.: a vallásszabadságra vonatkozó korábbi rendeletek megerősítése

Báthory István uralkodása alatt:
- 1574. június 13–18.: engedélyt adtak a fejedelemnek az ország ezüsttartalékának felhasználására

Rákóczi Zsigmond uralkodása alatt:
- 1607. március 18.

Barcsai Ákos uralkodása alatt:
- 1658. november 6. Barcsai fejedelemségének hivatalos megerősítése

Báthory Zsigmond uralkodása alatt:
- 1659. szeptember 24. – Báthory Zsigmondot harmadszor is trónra helyezték

Barcsai másodszori uralkodása alatt:
- 1659. november 29.: II. Rákóczi György fejedelemségének elismerése
- 1659. decemberben, mely Barcsait visszahelyezte.

I. Apafi Mihály uralkodása alatt:
- 1661. szeptember 3. – Ali pasa hirdette meg, hogy fejedelmet válasszanak, de senki nem akarta elvállalni a tisztséget
- 1663. szeptember 24.–október 10. – Petki István és Béldi Pál hívták össze
- 1667. január 5.–február 4. – az akkor még gyermektelen Apafi Mihály örökbe fogadta Bánffy Dénes fiát

I. Lipót uralkodása alatt:
- 1692. december 10.
- 1693. december 19.–1694. január 6.
- 1694. december 12.
- 1695. december 12.– 1696. január 19. - a császári csapatok élelmezésének megvitatása; Apor István kincstárnokká választása
- 1698. – elrendelték a kapuk újraszámlálását, Bethlen Miklós kancellárt megbízták, hogy tervezetet készítsen az adózás reformjára

II. Rákóczi Ferenc uralkodása alatt:
- 1707. március 28. – április 9.: Rákóczi Ferenc beiktatása